# Telstar 12 VANTAGE
Telstar 12 VANTAGE（Telstar 12V）はTelesatの通信放送衛星。2015年に種子島宇宙センターから打ち上げられた。

## 概要
Telstar 12Vは1999年に打ち上げられたTelstar12の後継機で、南北アメリカ、アフリカ、大西洋、EMEAの広範なエリアを4つのRegionalビームと8つのハイスループットSpotビームの組み合わせでカバーすることにより、ユーザー回線設計のフレキシビリティと低コストな通信を提供出来る。
衛星バスはEUROSTAR E3000を使用。運用寿命は15年以上。
2015年11月24日15時50分（日本標準時）、種子島宇宙センター大型ロケット射場から、H-IIAロケット29号機によって打上げられた。
H-IIAロケット29号は、基幹ロケット高度化と呼ばれる改良が初めて適用されたロケットであった。この高度化によって、ロケットの第2段が長時間飛行したり、エンジンを再々着火したりできるようになり、従来よりも静止衛星をより静止軌道に近い軌道に投入することが可能となった。またこの打ち上げは日本（三菱重工）が民間企業から受注した、初の衛星打ち上げサービスであった。